# Trichotropis cancellata
Trichotropis cancellata är en snäckart som beskrevs av Hinds 1843. Trichotropis cancellata ingår i släktet Trichotropis och familjen toppmössor. Inga underarter finns listade i Catalogue of Life.